# オオバンブルマイ
オオバンブルマイ（欧字名:Obamburumai 香:大宴重酬、2020年2月26日 - ）は、日本の競走馬。主な勝ち鞍は2022年の京王杯2歳ステークス、2023年のアーリントンカップ、ゴールデンイーグル。
馬名の意味は、大盤振る舞い。ファンに配当金を盛大に振る舞えるように。

## 戦績

### 2歳（2022年）
2022年9月24日、中京競馬場5レースの2歳新馬（芝1400m）でデビューし勝利。2戦目は重賞初挑戦で11月15日の京王杯2歳ステークスに出走。単勝51.0倍の10番人気と伏兵扱いだったが、好スタートから好位の内を追走すると、直線外を伸びて逃げる11番人気のフロムダスクを差し切り、重賞初優勝を飾った。人気二桁番台の2頭がワンツーフィニッシュを決めた一方、人気上位4頭が全員馬券外に飛んだため、3連単の払い戻しが222万1830円に達する大波乱の決着となった。
年末に初のGI挑戦で出走した朝日杯フューチュリティステークスは後方から鋭く脚を伸ばしたが、前方集団には届かず7着に敗れた。

### 3歳（2023年）
3歳初戦として、4月15日に阪神競馬場で開催されたアーリントンカップに出走。道中の進みは今一つだったが、直線に向くと強烈な伸び脚を見せてアタマ差抜け出し、重賞2勝目を挙げた。その後、NHKマイルカップ3着となり、秋に向けて放牧に出された。
秋は9月17日に栗東トレーニングセンターに帰厩し、11月4日にオーストラリア・ローズヒルガーデンズ競馬場で行われるゴールデンイーグルに出走する事となった。当初の予定では引き続き武豊を鞍上に予定していたが、同騎手が前週10月29日の東京競馬で馬に蹴られて右太腿の筋挫傷を負ったため騎乗がキャンセルとなり、現地の1100勝騎手であるジョシュア・パーが騎乗する事となった。
レースは、道中中団追走から直線インから伸びてきてゴール前で差し切り1着。1着賞金525万オーストラリアドルを獲得した。

## 競走成績
以下の内容は、netkeiba.com、JBISサーチおよびRacing Postの情報に基づく。
| 競走日     | 競馬場         | 競走名             | 格   | 距離（馬場）   | 頭 数 | 枠 番 | 馬 番 | オッズ （人気） | 着順 | タイム （上り3F） | 着差          | 騎手          | 斤量 [kg] | 1着馬（2着馬）     | 馬体重 [kg] |
| ---------- | -------------- | ------------------ | ---- | -------------- | ----- | ----- | ----- | --------------- | ---- | ----------------- | ------------- | ------------- | --------- | ------------------ | ----------- |
| 2022.09.24 | 中京           | 2歳新馬            |      | 芝1400m（良）  | 14    | 3     | 4     | 014.90（5人）   | 01着 | R1:22.1（35.1）   | -0.2          | 0角田大河     | 51        | （スプル）         | 414         |
| 0000.11.05 | 東京           | 京王杯2歳S         | GII  | 芝1400m（良）  | 18    | 5     | 10    | 051.0（10人）   | 01着 | R1:20.9（34.2）   | -0.2          | 0横山武史     | 55        | （フロムダスク）   | 422         |
| 0000.12.18 | 阪神           | 朝日杯FS           | GI   | 芝1600m（良）  | 17    | 4     | 7     | 014.00（5人）   | 07着 | R1:34.5（35.5）   | -0.6          | 0C.ルメール   | 55        | ドルチェモア       | 428         |
| 2023.04.15 | 阪神           | アーリントンC      | GIII | 芝1600m（重）  | 18    | 3     | 6     | 007.00（5人）   | 01着 | R1:33.9（34.6）   | -0.0          | 0武豊         | 56        | （セッション）     | 426         |
| 0000.05.07 | 東京           | NHKマイルC         | GI   | 芝1600m（稍）  | 17    | 5     | 10    | 006.10（3人）   | 03着 | R1:34.0（34.4）   | -0.2          | 0武豊         | 57        | シャンパンカラー   | 426         |
| 0000.11.04 | ローズヒル     | ゴールデンイーグル |      | 芝1500m（Gd4） | 17    | 2     | 12    | 007.00（4人）   | 01着 | R1:29.26          | （-0.19馬身） | 0J.パー       | 56.5      | （Pericles）       | 計不        |
| 2024.04.06 | ランドウィック | ドンカスターM      | GI   | 芝1600m（不）  | 19    |       | 2     | （3人）         | 13着 | R1:35.8           | -0.6          | 0D.レーン     | 55        | Celestial Legend   | 計不        |
| 0000.04.28 | 沙田           | チャンピオンズM    | GI   | 芝1600m（稍）  | 11    |       | 5     | 022.30（6人）   | 10着 | R1:36.2           | -1.7          | 0D.レーン     | 57        | Beauty Eternal     | 445         |
| 0000.08.25 | 札幌           | キーンランドC      | GIII | 芝1200m（良）  | 16    | 1     | 1     | 018.70（7人）   | 03着 | R1:08.2（33.2）   | -0.3          | 0武豊         | 57        | サトノレーヴ       | 448         |
| 0000.09.29 | 中山           | スプリンターズS    | GI   | 芝1200m（良）  | 16    | 1     | 1     | 017.10（8人）   | 11着 | R1:07.6（33.3）   | -0.6          | 0武豊         | 58        | ルガル             | 454         |
| 0000.11.17 | 京都           | マイルCS           | GI   | 芝1600m（良）  | 17    | 3     | 6     | 019.70（8人）   | 12着 | R1:32.9（34.5）   | -0.9          | 0武豊         | 58        | ソウルラッシュ     | 464         |
| 2025.02.22 | 京都           | 阪急杯             | GIII | 芝1400m（良）  | 18    | 1     | 1     | 014.00（5人）   | 10着 | R1:22.4（34.1）   | -0.7          | 0A.ルメートル | 57        | カンチェンジュンガ | 458         |
| 0000.05.03 | 東京           | 京王杯SC           | GII  | 芝1400m（良）  | 12    | 6     | 7     | 022.00（8人）   | 12着 | R1:19.8（33.4）   | -1.5          | 0津村明秀     | 57        | トウシンマカオ     | 462         |

- 海外の競走の「枠番」欄にはゲート番を記載
- 海外のオッズ・人気はRacing Postのもの（日本式のオッズ表記とした）
- 競走成績は2025年5月3日現在

## 血統表
| オオバンブルマイの血統                            | オオバンブルマイの血統             | オオバンブルマイの血統 | （血統表の出典） | （血統表の出典） |
| 父系                                              | ストームバード系                   | ストームバード系       | ストームバード系 | [ § 2 ]          |
| 父 *ディスクリートキャット Discreet Cat 2003 鹿毛 | 父の父Forestry 1996 鹿毛           | Storm Cat              | Storm Bird       | Storm Bird       |
| 父 *ディスクリートキャット Discreet Cat 2003 鹿毛 | 父の父Forestry 1996 鹿毛           | Storm Cat              | Terlingua        |                  |
| 父 *ディスクリートキャット Discreet Cat 2003 鹿毛 | 父の父Forestry 1996 鹿毛           | Shared Interest        | Pleasant Colony  | Pleasant Colony  |
| 父 *ディスクリートキャット Discreet Cat 2003 鹿毛 | 父の父Forestry 1996 鹿毛           | Shared Interest        | Surgery          |                  |
| 父 *ディスクリートキャット Discreet Cat 2003 鹿毛 | 父の母Pretty Discreet 1992 鹿毛    | Private Account        | Damascus         | Damascus         |
| 父 *ディスクリートキャット Discreet Cat 2003 鹿毛 | 父の母Pretty Discreet 1992 鹿毛    | Private Account        | Numbered Account |                  |
| 父 *ディスクリートキャット Discreet Cat 2003 鹿毛 | 父の母Pretty Discreet 1992 鹿毛    | Pretty Persuasive      | Believe It       | Believe It       |
| 父 *ディスクリートキャット Discreet Cat 2003 鹿毛 | 父の母Pretty Discreet 1992 鹿毛    | Pretty Persuasive      | Bury the Hatchet |                  |
| 母 ピンクガーベラ 2014 芦毛                       | 母の父ディープインパクト 2002 鹿毛 | *サンデーサイレンス    | Halo             | Halo             |
| 母 ピンクガーベラ 2014 芦毛                       | 母の父ディープインパクト 2002 鹿毛 | *サンデーサイレンス    | Wishing Well     |                  |
| 母 ピンクガーベラ 2014 芦毛                       | 母の父ディープインパクト 2002 鹿毛 | *ウインドインハーヘア  | Alzao            | Alzao            |
| 母 ピンクガーベラ 2014 芦毛                       | 母の父ディープインパクト 2002 鹿毛 | *ウインドインハーヘア  | Bulghclere       |                  |
| 母 ピンクガーベラ 2014 芦毛                       | 母の母ルシュクル 2006 芦毛         | サクラバクシンオー     | サクラユタカオー | サクラユタカオー |
| 母 ピンクガーベラ 2014 芦毛                       | 母の母ルシュクル 2006 芦毛         | サクラバクシンオー     | サクラハゴロモ   |                  |
| 母 ピンクガーベラ 2014 芦毛                       | 母の母ルシュクル 2006 芦毛         | *アジアンミーティア    | Unbridled        | Unbridled        |
| 母 ピンクガーベラ 2014 芦毛                       | 母の母ルシュクル 2006 芦毛         | *アジアンミーティア    | Trolley Song     |                  |
| 母系(F-No.)                                       | (FN:4-m)                           | (FN:4-m)               | (FN:4-m)         | [ § 3 ]          |
| 5代内の近親交配                                   | なし                               | なし                   | なし             | [ § 4 ]          |
| 出典                                              | 1. 2. 3. 4.                        | 1. 2. 3. 4.            | 1. 2. 3. 4.      | 1. 2. 3. 4.      |

- 叔母に2015年函館2歳ステークス、2016年キーンランドカップを勝ったブランボヌール、叔父に2019年函館2歳ステークス、2020年葵ステークス、2021年函館スプリントステークスを勝ったビアンフェ、2021年、2022年のフォレ賞3着のエントシャイデンがいる。
- 祖母ルシュクルの半弟に2015年新潟大賞典を勝ったダコールがいる。
- 3代母アジアンミーティアはUnbridled's Songの全妹。